# Zirkus Mond
Zirkus Mond ist ein Veranstaltungsort für Zirkus, Theater, Tanz und Konzerte und Treffpunkt der Berliner Artistenszene mit permanentem Sitz in Berlin-Prenzlauer Berg. Er wurde im Oktober 2018 vom Zirkusartisten, langjährigem Berliner Veranstalter und Zirkusdirektor Max Mohr gegründet, gemeinsam mit Juan Migama als Art Director und professionellem Clown und Marlen Voigt als Direktorin. Jedes zweite Wochenende präsentiert Zirkus Mond eine selbst produzierte Show, entweder Kinder des Mondes Varietä mit Max Mohr als Host und Moderator oder Mond Cabaret, kuratiert und moderiert von Juan Migama. An den übrigen Wochenenden werden externe Produktionen gezeigt. Der Zirkus arbeitet ohne Tiere, die für jede Show wechselnden Artisten kommen aus aller Welt. Ausgerichtet ist das Programm von Zirkus Mond für Erwachsene, im Publikum sitzen jedoch häufig auch Kinder.
Die wild bewachsene Brachfläche an der S-Bahntrasse an der Greifswalder Straße, auf der das blau-gelbe Zirkuszelt von Zirkus Mond steht, ist gemietet vom Verein DiskoBabel e. V. Neben dem Zirkus befinden sich dort weitere Kollektive, die sich mit diversen Kunstformen beschäftigen, wie Johnny Knüppel, die Wild Waste Gallery, das Kopfüber-Kollektiv und das Kollage-Kollectiv.

## Medien
- Freakshow. Schmerz als Kunstform. Fernsehbeitrag über Enjo Flint und das Hullabaloo Cabaret. In: Nachtsicht, rbb 2024, 6 Minuten.